# 2010年WTA巡迴賽總決賽
2010年WTA巡回赛总决赛（2010 WTA Tour Championships），在2010年10月26日至10月31日舉行在卡達多哈，這是第三年在此地舉辦，2011年將移至土耳其伊斯坦堡。
莎蓮娜·威廉絲是衛冕冠軍，在2010年10月1日取得參賽資格，不過之後因腳傷而宣布退出。
努里亞·利亞戈斯特拉·維維斯與玛丽亚·何塞·马丁内斯·桑切斯是衛冕冠軍，不過並未參賽。
耶莲娜·德门蒂耶娃宣布退休結束13年的職業生涯。

## 參賽球員

### 單打
| 單打排名 (2010年10月25日) | 單打排名 (2010年10月25日) | 單打排名 (2010年10月25日) | 單打排名 (2010年10月25日) | 單打排名 (2010年10月25日) |
| 排名                      | 球员                      | 积分                      | 參加賽事                  | 晉級日                    |
| ------------------------- | ------------------------- | ------------------------- | ------------------------- | ------------------------- |
| 1                         | 卡露蓮·禾絲妮雅琪         | 7270                      | 21                        | 2010年9月29日             |
| 2                         | 薇拉·兹沃纳列娃           | 6096                      | 18                        | 2010年10月1日             |
|                           | 莎蓮娜·威廉絲             | 5355                      | 12(6)                     | 腳傷                      |
| 3                         | 金·克萊斯特爾斯           | 5295                      | 13(10)                    | 2010年10月2日             |
|                           | 維納斯·威廉絲             | 4985                      | 14(9)                     | 左膝傷                    |
| 4                         | 弗蘭切斯卡·斯基亞沃內     | 4595                      | 21                        | 2010年10月6日             |
| 5                         | 萨曼莎·斯托瑟             | 4572                      | 18                        | 2010年10月6日             |
| 6                         | 耶萊娜·揚科維奇           | 3010                      | 26                        | 2009年11月17日            |
| 7                         | 耶莲娜·德门蒂耶娃         | 4236                      | 20                        | 2010年10月9日             |
| 8                         | 维多利亚·阿扎伦卡         | 3935                      | 20                        | 2010年10月20日            |

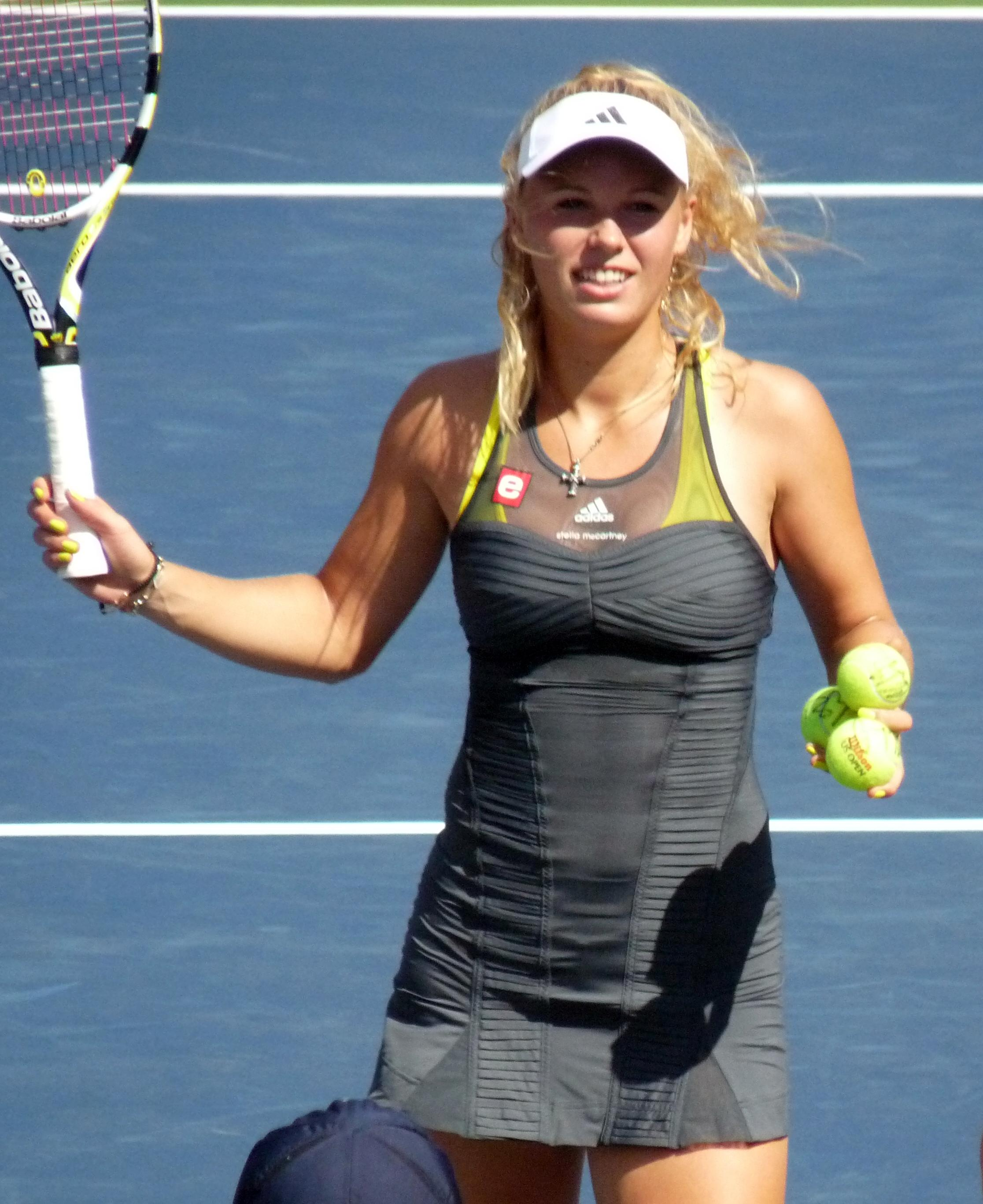
卡露蓮·禾絲妮雅琪成為世界第一

卡露蓮·禾絲妮雅琪擁有目前生涯最成功的賽季，在2010年賽季取得六座冠軍，其中在中國網球公開賽奪下第六座冠軍後，便確定成為WTA史上第20位登上世界第一的球員，也是WTA史上第五位未拿下大滿貫冠軍便成為世界第一的球員。
卡露蓮·禾絲妮雅琪在澳洲網球公開賽，第四輪遭到中國女將李娜以6-4, 6-3直落二盤淘汰，禾絲妮雅琪在MPS集团锦标赛，決賽以6-2, 7-5直落二盤擊敗奧爾加·葛沃索娃，法國網球公開賽，她首次進入八強，卻遭到最終冠軍弗蘭切斯卡·斯基亞沃內以6-2, 6-3直落二盤淘汰，溫布頓網球錦標賽，第四輪僅拿二局遭到捷克小將佩特拉·克維托娃以6-2, 6-0直落二盤橫掃淘汰，她的好狀態維持在溫布頓之後，參加的七項比賽奪得5座冠軍，在e-Boks丹麦公开赛，決賽以6-2, 7-65直落二盤擊敗克拉拉·扎科帕洛娃，之後更連續奪得二項一級比賽冠軍，在羅傑斯盃，決賽以6-3, 6-2直落二盤擊敗薇拉·兹沃纳列娃，纽黑文公开赛二度衛冕成功，決賽以6-3, 3-6, 6-3激戰三盤擊敗娜佳·彼得罗娃，美國網球公開賽則是狀態火熱一路強勢晉級，卻在四強遭到薇拉·兹沃纳列娃以6-4, 6-3直落二盤淘汰，無法上演上屆決賽的戲碼，在美網之後的兩項一級賽也連續奪冠，泛太平洋公開賽，決賽以1-6, 6-2, 6-3逆轉擊敗耶莲娜·德门蒂耶娃，中國網球公開賽，決賽以6-3, 3-6, 6-3激戰三盤擊敗薇拉·兹沃纳列娃。
9月29日，禾絲妮雅琪在日本東京第二輪勝出後，成為第一位獲得參賽資格的球員。

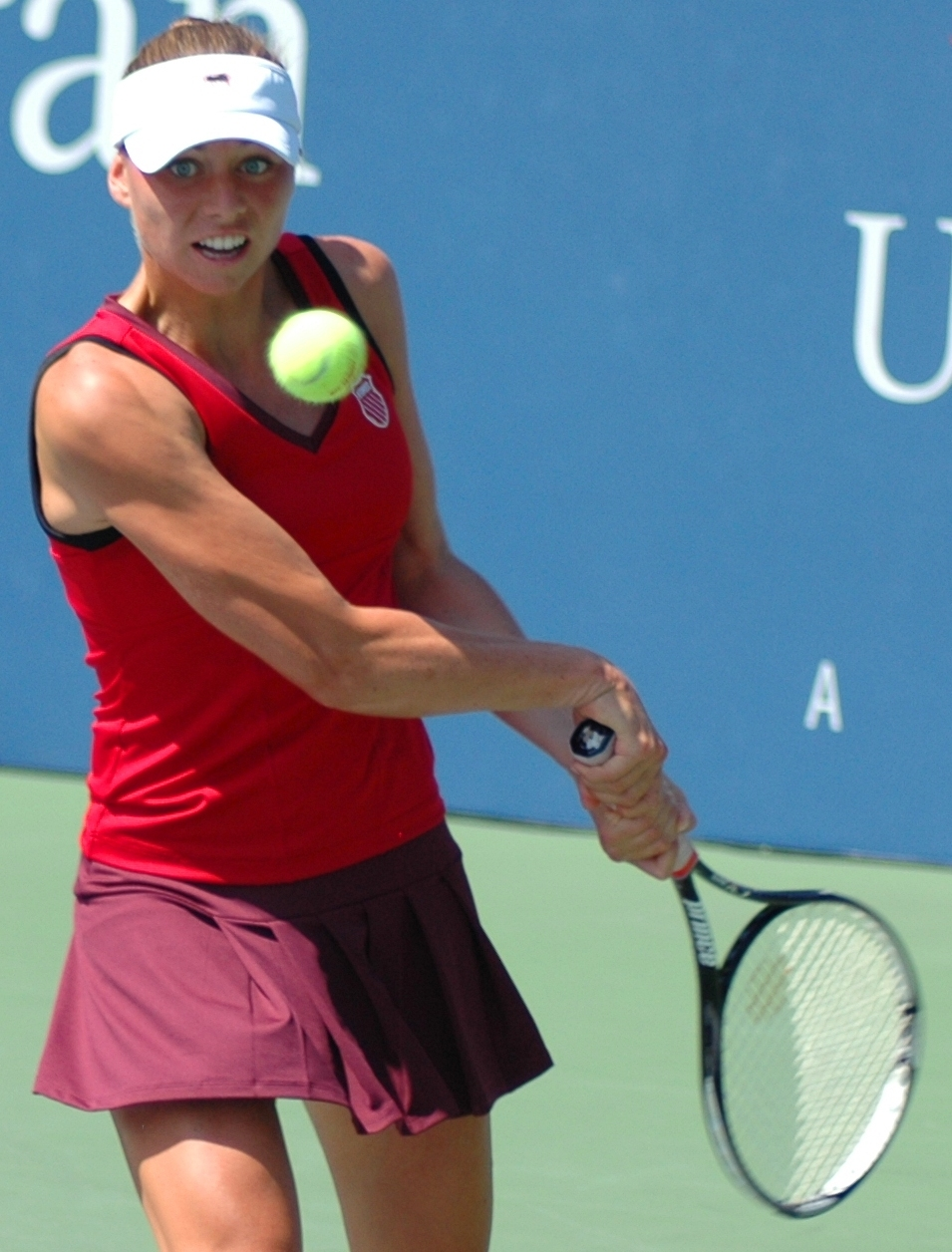
薇拉·兹沃纳列娃進入兩項大滿貫決賽

薇拉·兹沃纳列娃也是擁有令她滿意的賽季，2010年賽季闖入六項比賽決賽，雖然只拿到一項比賽冠軍，卻連續不看好的前景下，連續闖入溫布頓與美網二項大滿貫決賽。
薇拉·兹沃纳列娃，賽季一開始澳網第四輪遭到维多利亚·阿扎伦卡以4-6, 6-4, 6-0在第三盤橫掃出局，丟失了去年四強的積分，也在印第安威爾斯第四輪被萨曼莎·斯托瑟以6-2, 7-5直落二盤淘汰，在泰國芭達亞，決賽擊敗地主球員撻瑪茵·塔娜蘇甘，衛冕此站成功，奪下今年第一座冠軍，另外在剩下的賽季中，她分別闖進五項賽事決賽但都全部屈居亞軍，家庭圈杯決賽被萨曼莎·斯托瑟以6-0, 6-3直落二盤橫掃擊敗，法國網球公開賽，則在第二輪被澳洲球員羅迪歐諾娃以6-4, 6-4直落二盤淘汰，兹沃纳列娃最主要的成功，溫布頓網球錦標賽在八強以3-6, 6-4, 6-2逆轉擊敗金·克萊斯特爾斯，取得生涯對陣首度勝利，四強以3-6, 6-3, 6-2逆轉擊敗茨薇塔娜·皮隆科娃，首度闖入決賽則被衛冕冠軍莎蓮娜·威廉絲以6-3, 6-2所擊敗，在北美夏季硬地加拿大羅傑斯盃僅失一盤進入決賽，被卡露蓮·禾絲妮雅琪以6-3, 6-2直落二盤所擊敗，在美國網球公開賽狀態奇佳不失一盤強勢晉級，四強以6-4, 6-3直落二盤擊敗奪冠熱門之一卡露蓮·禾絲妮雅琪，連續闖入大滿貫決賽，但被衛冕冠軍的金·克萊斯特爾斯以6-2, 6-1直落二盤僅花1個小時所橫掃擊敗，亞洲秋季硬地的中國北京中國網球公開賽，決賽激戰三盤仍被卡露蓮·禾絲妮雅琪以6-3, 3-6, 6-3所擊敗，她上升到世界第二。
10月1日，兹沃纳列娃在日本東京八強勝出後，成為第二位獲得參賽資格的球員。
莎蓮娜·威廉絲今年參加6項比賽奪下2座冠軍，澳洲網球公開賽與溫布頓網球錦標賽衛冕成功，不過在七月受到腳傷困擾而高掛免戰牌，退出了包括美國網球公開賽之內的所有比賽，在10月11日丟失世界球后的寶座。
莎蓮娜·威廉絲開季參加雪梨女網賽，決賽敗給耶莲娜·德门蒂耶娃。澳洲網球公開賽，一路上強勢晉級，在八強的對手维多利亚·阿扎伦卡卻帶來極大的威脅，曾一度4-6, 0-4落後，瀕臨淘汰邊緣的她卻開始反擊，連追五局後再拿下搶七扳平盤數，最後第三盤以6-2逆轉獲勝，以4-6, 7-64, 6-2晉級，四強的對手李娜也帶來不小的挑戰，雖以7-64, 7-61直落二盤獲勝，兩盤進入搶七才分出高下，決賽以6-4, 3-6, 6-2激戰三盤擊敗復出網壇的賈斯汀·海寧，而首度衛冕成功，拿下第五座澳網冠軍，超越這些傳奇球員玛格丽特·考特、伊文·古拉贡、施特菲·格拉芙、莫妮卡·莎莉絲的四座澳網冠軍，成為公開賽年代以來最多的澳網冠軍的女子球員，拿下今年第一座冠軍，法國網球公開賽八強以6-2, 62-7, 8-6遭到萨曼莎·斯托瑟所擊敗，溫布頓網球錦標賽，決賽以6-3, 6-2直落二盤橫掃擊敗薇拉·兹沃纳列娃，奪下第四座溫網冠軍，也是今年第二座冠軍。但是在受到腳傷影響後，則退出下半賽季之後包括美網的的所有賽事。
莎蓮娜·威廉絲因腳傷退出WTA巡回赛总决赛。

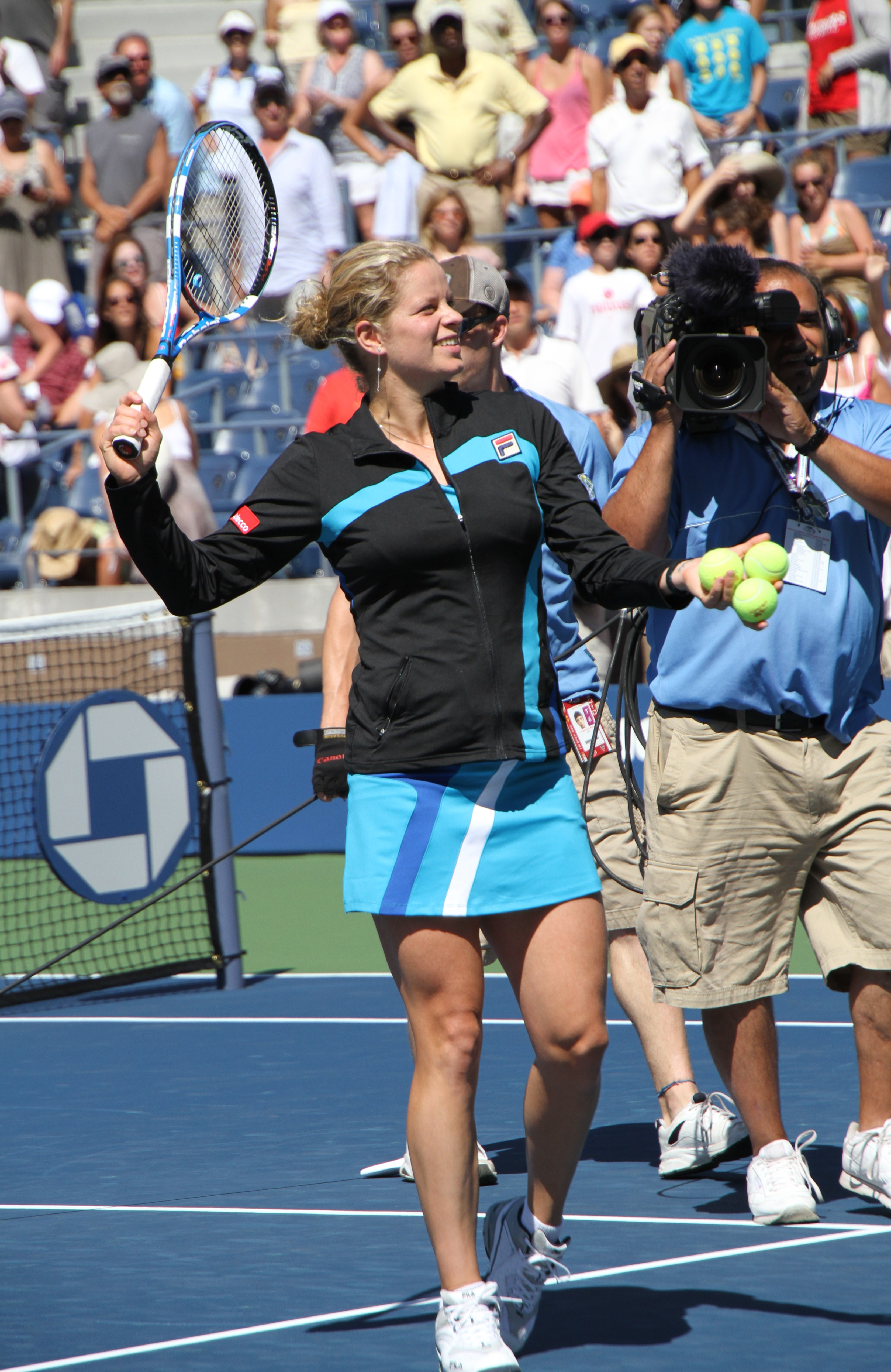
金·克萊斯特爾斯衛冕2010年美國公開賽冠軍

金·克萊斯特爾斯在本賽季奪得布里斯本、邁阿密、辛辛那提、美網四站比賽冠軍。其中美網更是繼2000-2001年維納斯·威廉絲後，首位衛冕美網冠軍的球員。
金·克萊斯特爾斯開季參加布里斯本國際賽，決賽以6-3, 4-6, 7-66激戰三盤擊敗復出的同胞賈斯汀·海寧，拿下第一座冠軍，澳洲網球公開賽，第三輪被娜佳·彼得罗娃以6-0, 6-1直落二盤橫掃的大比分意外爆冷出局，之後在邁阿密，決賽以6-2, 6-1直落二盤擊敗維納斯·威廉絲，奪下第二座冠軍，接著紅土賽季，她因腳扭傷退出了包括在法國公開賽所有比賽，溫布頓錦標賽，前面三場比賽，狀態良好沒有遭到什麼阻礙順利晉級，第四輪則與賈斯汀·海寧進行職業生涯第25次交手，結果以2-6, 6-2, 6-3激戰三盤艱苦獲勝，取得對後者的三連勝，被視為奪冠熱門的克萊斯特爾斯，八強卻遭到薇拉·兹沃纳列娃以3-6, 6-4, 6-2苦鬥三盤逆轉淘汰出局，在辛辛那提，決賽因雨延遲而逃過賽末點，以2-6, 7-64, 6-2激戰三盤逆轉擊敗瑪麗亞·莎拉波娃，拿下第三座冠軍，美國網球公開賽，以衛冕者身份參賽的她，被視為奪冠最大熱門，前面四場比賽平均只失四局，還送出2顆蛋，八強則遭到法網亞軍萨曼莎·斯托瑟的頑強抵抗，以6-4, 5-7, 6-3晉級，四強則苦戰三盤以4-6, 7-62, 6-4擊敗維納斯·威廉絲，尋求衛冕僅剩下最後一步，決賽以6-2, 6-1直落二盤橫掃擊敗薇拉·兹沃纳列娃成功衛冕，拿下第三座美網冠軍與今年第四座冠軍，也是美網21連勝。
10月2日，她成為第三位獲得WTA巡回赛总决赛的球員。另外在2002、2003年取得WTA年終賽冠軍，7年後再度尋求第三座年終錦標賽冠軍。
維納斯·威廉絲在本賽季奪得阿卡普尔科與杜拜二項比賽冠軍。
維納斯·威廉絲，年初第一項大滿貫澳洲網球公開賽，八強比賽曾擁有二記賽末點，錯失之後遭到中國球員李娜以2-6, 7-64, 7-5苦戰三盤逆轉淘汰出局，錯過與莎蓮娜·威廉絲在四強上演威家內戰的機會，以衛冕者身份參加中東的杜拜網球錦標賽，決賽以6-3, 7-6直落二盤擊敗白俄羅斯年輕球員维多利亚·阿扎伦卡順利衛冕成功，隔週也以衛冕者身份參加墨西哥阿卡普尔科，決賽以2-6, 6-2, 6-3苦戰三盤逆轉擊敗斯洛維尼亞球員波洛娜·赫爾科格，法國網球公開賽，第四輪遭到俄羅斯球員娜佳·彼得罗娃以6-4, 6-3直落二盤淘汰出局，溫布頓錦標賽，八強遭到保加利亞年輕球員茨薇塔娜·皮隆科娃以6-2, 6-3直落二盤爆冷淘汰出局，美國網球公開賽，以不失一盤之姿進入四強，卻錯過領先的優勢最後被金·克萊斯特爾斯以4-6, 7-62, 6-4淘汰出局。
維納斯·威廉絲因左膝傷而退出年終錦標賽。

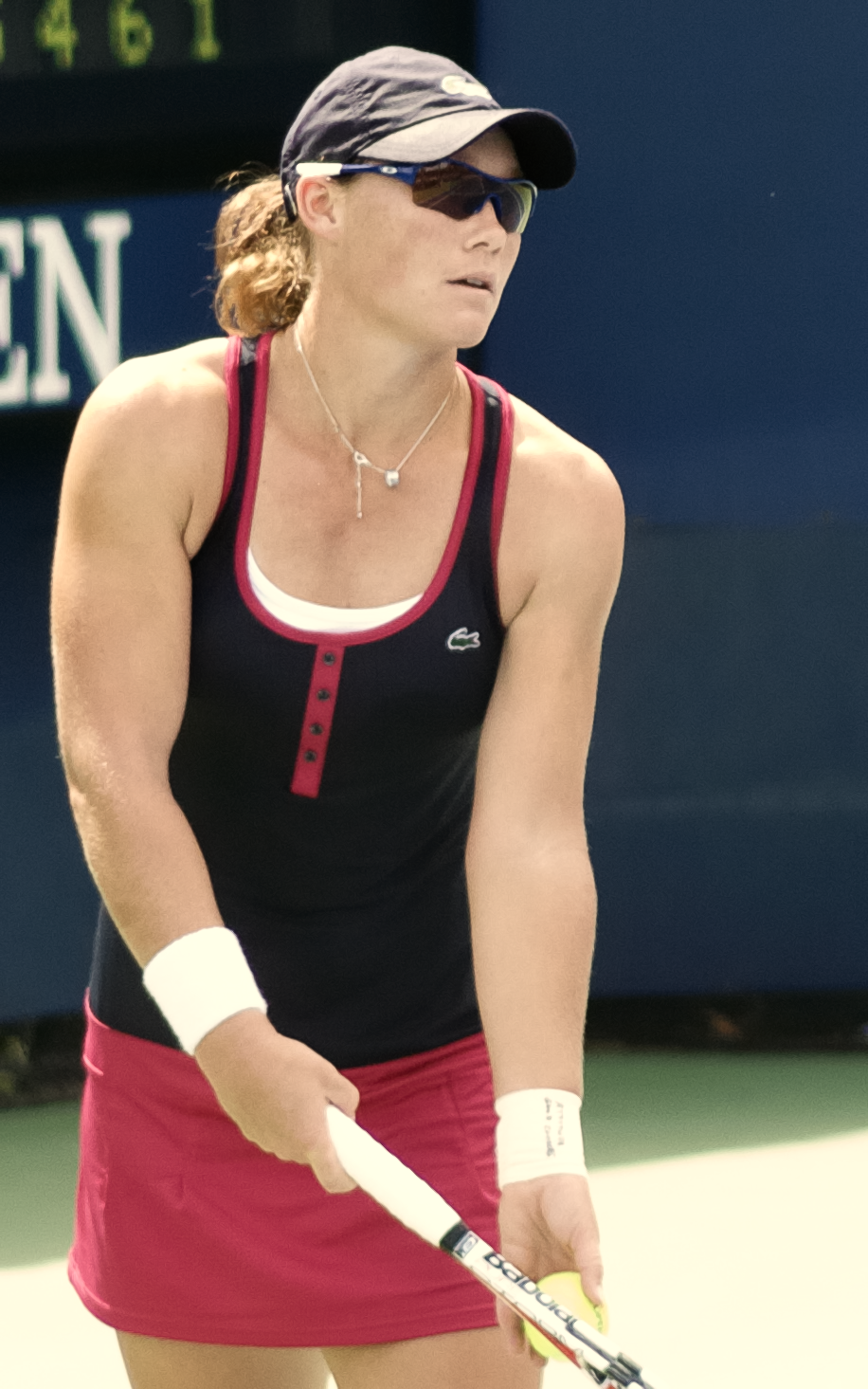
萨曼莎·斯托瑟闖入法國公開賽決賽

萨曼莎·斯托瑟本賽季只拿到美國查爾斯頓的一座冠軍，不過在法國網球公開賽，她拍落眾多名將首度闖入決賽。
萨曼莎·斯托瑟決定專注在單打後，擁有到目前為止成績最好的一年，在年初的澳洲網球公開賽，雖然在第四輪被莎蓮娜·威廉絲以6-4, 6-2直落二盤所淘汰出局，不過在美國查爾斯頓家庭圈杯，決賽以6-0, 6-3直落二盤橫掃俄羅斯球員薇拉·兹沃纳列娃，奪得職業生涯第2座單打冠軍，在德國斯圖加特保時捷大獎賽，斯托瑟闖入決賽，但被前世界第一賈斯汀·海寧以6-4, 2-6, 6-1所擊敗，不過也在紅土之後拿下一盤，增加她在紅土球場上的信心，果真在法國網球公開賽，她開啟了驚奇之旅，第四輪以2-6, 6-1, 6-4苦鬥三盤逆轉擊敗四屆冠軍賈斯汀·海寧，八強則面對世界第一與前任冠軍莎蓮娜·威廉絲，先以6-2先勝一盤，第二盤曾擁有5-3賽末發球局提前結束比賽的機會，沒有把握這個大好機會後，莎蓮娜·威廉絲開始狀態提升，雙方開始互保發球局，萨曼莎·斯托瑟最後在第二盤搶七落敗後，雙方還是維持互保發球局的情況，後發球的她還曾面臨對方的賽末點，眼看對方即將獲勝，但她卻有驚無險順利化解，在6-6之後，終於再度打破對方發球局，再拿下自己發球局艱苦獲勝，以6-2, 62-7, 8-6擊敗莎蓮娜·威廉絲，繼去年之後再度晉級四強，結果四強以6-1, 6-2直落二盤大破耶莱娜·扬科维奇，她連續擊敗三位世界第一闖進了決賽，賽前她被外界看好是能奪冠的一方，結果被對手弗蘭切斯卡·斯基亞沃內以6-4, 7-62直落二盤擊敗，終結了在法國網球公開賽的驚奇之旅。在溫布頓網球錦標賽的第一輪，卻遭到卡娅·卡内皮以6-4, 6-4淘汰出局，美國網球公開賽，八強被上屆冠軍金·克萊斯特爾斯以6-4, 5-7, 6-3所淘汰出局。
10月6日，萨曼莎·斯托瑟是第四位獲得WTA巡回赛总决赛參賽資格。

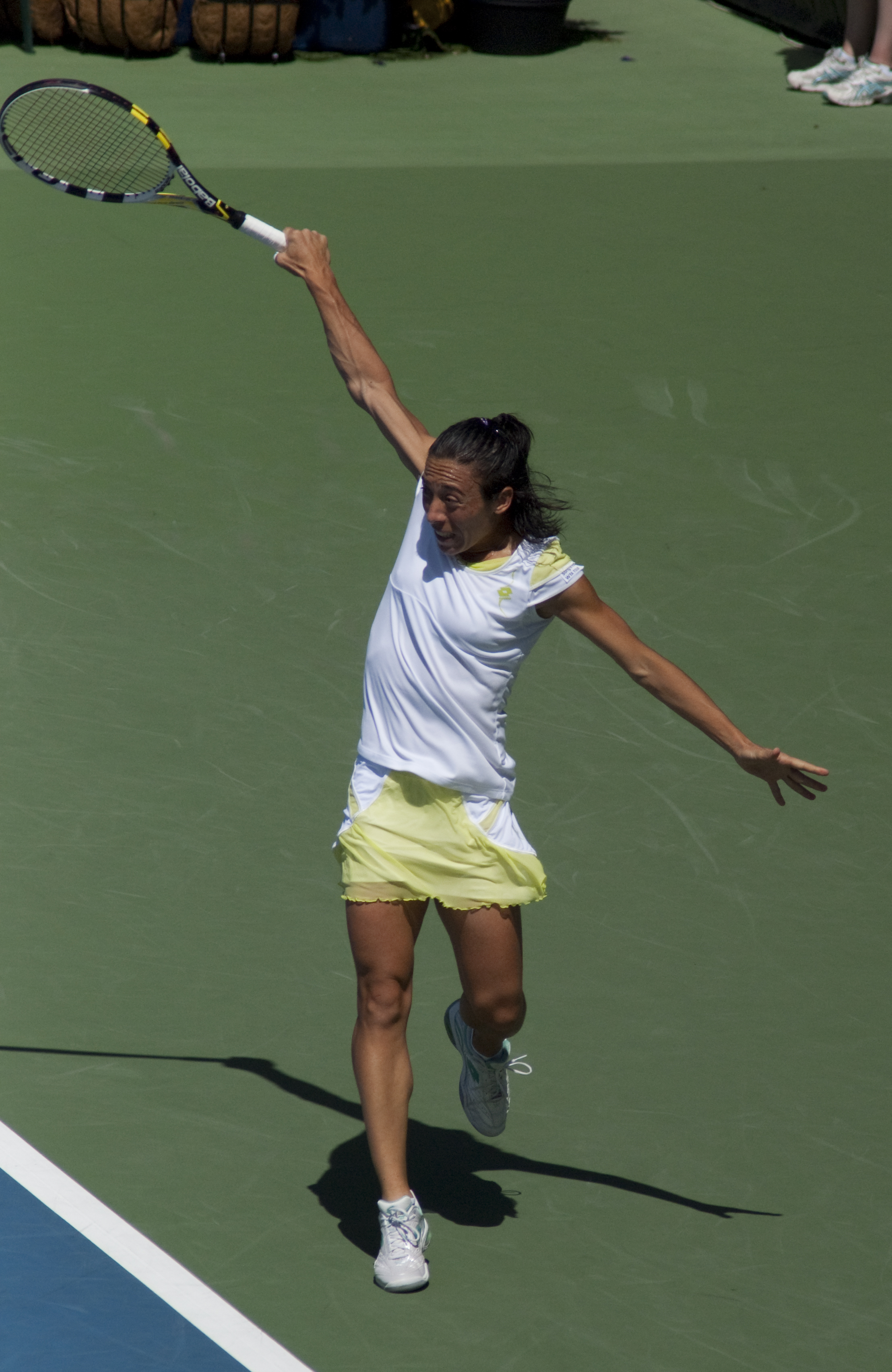
弗蘭切斯卡·斯基亞沃內成為法國公開賽冠軍

弗蘭切斯卡·斯基亞沃內在本賽季拿下巴塞隆納與法網兩座冠軍，成為第一位義大利籍大滿貫冠軍。
弗蘭切斯卡·斯基亞沃內，在年初的第一項大滿貫，澳洲網球公開賽，第三輪被前世界第一維納斯·威廉絲以3-6, 6-2, 6-1激戰三盤逆轉淘汰出局。在西班牙的巴塞隆納，決賽以6-1, 6-1直落二盤大勝同胞羅貝塔·文西，奪得職業生涯第三座冠軍，她在法國網球公開賽，開啟了圓夢之旅，除了第一輪失掉一盤外，她晉級路上是不失一盤，八強以6-2, 6-3直落二盤擊敗卡露蓮·禾絲妮雅琪，四強在第一盤以7-63先勝一盤後，耶莲娜·德门蒂耶娃因傷宣布退賽，而直接闖入了決賽，於是她喜悅的親吻紅土，決賽的對手萨曼莎·斯托瑟，決賽對陣組合的出現，打破了賽前外界對籤表的預測，巧合的是雙方曾在前一年第一輪交手，當時萨曼莎·斯托瑟是勝出的一方且最後打進四強，在前六場比賽更擊敗三位世界第一，外界則看衰弗蘭切斯卡·斯基亞沃內奪冠的行情，然而她在決賽表現出異呼尋常的冷靜以及過人的自信，利用切球與上網不停變換節奏改變戰術，以6-4, 7-62直落二盤擊敗萨曼莎·斯托瑟，她以將近30歲的高齡，奪得第一座法網冠軍與第一座大滿貫錦標，也成為義大利史上第一位奪得法網冠軍與大滿貫錦標，不過在溫布頓網球錦標賽，第一輪被俄羅斯球員菲娜·杜舒芬娜以60-7, 7-5, 6-1激戰三盤逆轉出局與萨曼莎·斯托瑟一同淘汰。美國網球公開賽，八強比賽中被維納斯·威廉絲以7-64, 6-4直落二盤淘汰出局。
10月6日，弗蘭切斯卡·斯基亞沃內是第四位獲得WTA巡回赛总决赛參賽資格(與萨曼莎·斯托瑟一同獲得參賽資格)。

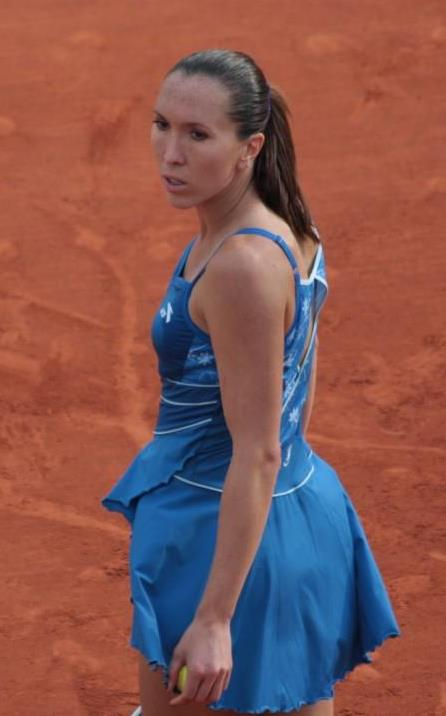
耶萊娜·揚科維奇奪得印第安威爾斯冠軍

耶萊娜·揚科維奇自從2008年成為世界第一後，她就一直設法找回狀態以求重返巔峰，她在2010年賽季，打進兩項比賽決賽，在硬地場地上的印第安威爾斯與紅土球場上的羅馬，僅奪得印第安威爾斯一項比賽冠軍。
耶萊娜·揚科維奇，在年初的第一項大滿貫，澳洲網球公開賽，第三輪遭到烏克蘭球員阿廖娜·邦达连科以6-2, 6-3直落二盤淘汰出局，她在印第安威爾絲，決賽以6-2, 6-4直落二盤擊敗卡露蓮·禾絲妮雅琪，在紅土賽季上的羅馬，八強以6-0, 6-1直落二盤橫掃擊敗前世界第一維納斯·威廉絲，四強以4-6, 6-3, 7-65激戰三盤逆轉擊敗現任世界第一莎蓮娜·威廉絲，決賽則遭到西班牙球員玛丽亚·何塞·马丁内斯·桑切斯以7-65, 7-5直落二盤擊敗而獲得亞軍，法國網球公開賽，繼2008年美國網球公開賽首次打進大滿貫決賽又再次打進大滿貫四強不過遭到最後闖進決賽獲得亞軍的澳洲球員萨曼莎·斯托瑟以6-1, 6-2直落二盤終止再次闖進大滿貫決賽。溫布頓網球錦標賽，第四輪她打到比分6-1, 3-0時因拉傷而退賽敗給最後闖進決賽獲得亞軍的薇拉·兹沃纳列娃，美國網球公開賽，第三輪遭到愛沙尼亞球員卡娅·卡内皮以6-2, 7-61直落二盤淘汰出局。
她是連續第四次參加WTA年終錦標賽，之前參加的二次的最佳成績則是打進四強。
10月9日，由於維納斯·威廉絲退出年終錦標賽，耶萊娜·揚科維奇與耶莲娜·德门蒂耶娃一同獲得WTA年終賽的參賽資格

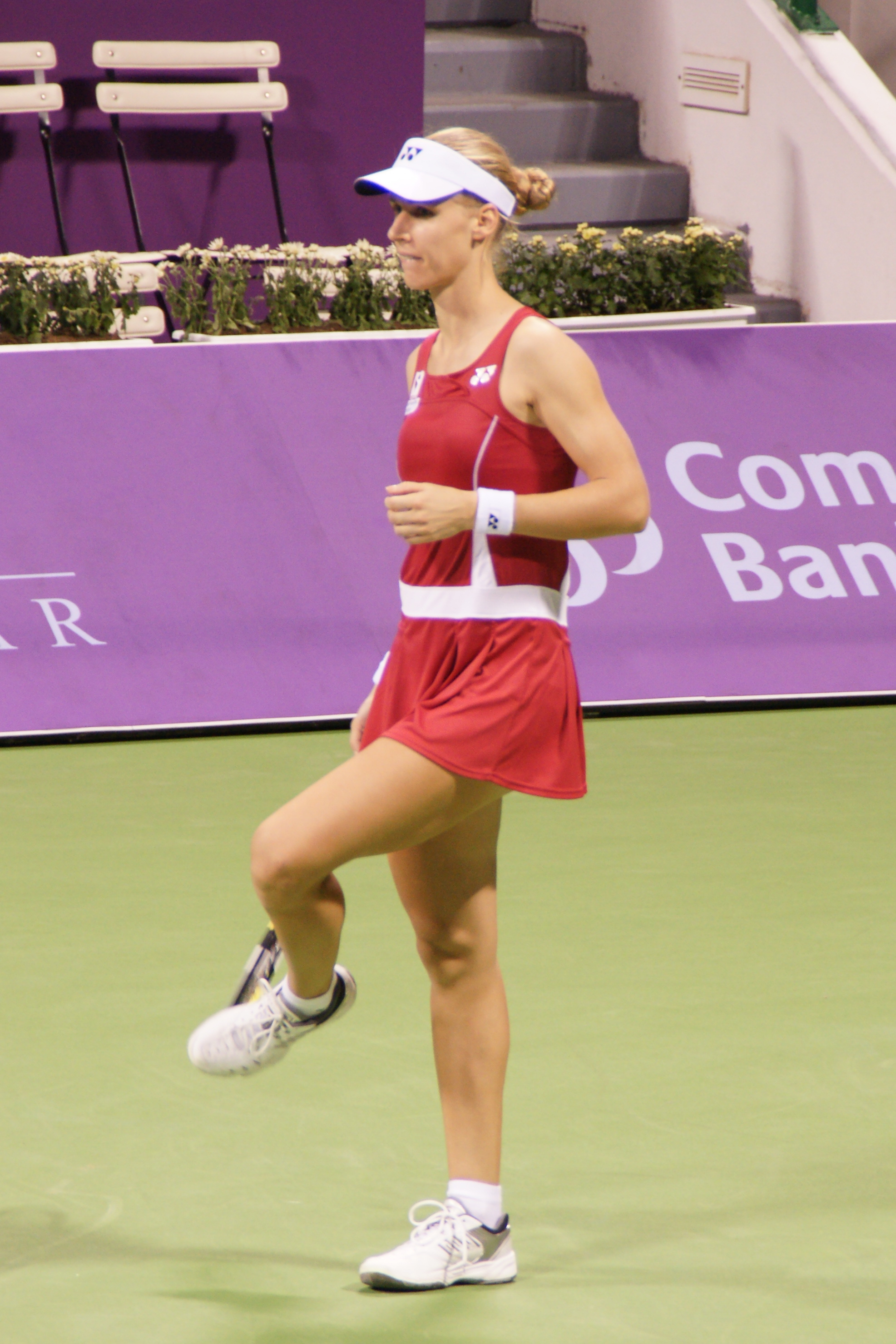
耶莲娜·德门蒂耶娃在2010年WTA巡回赛总决赛中宣佈退役

耶莲娜·德门蒂耶娃在2010年賽季中，曾有一段時間的世界排名在10名之外，是從2008年以來第一次有這樣的情況。她今年打進四項比賽的決賽，奪得雪梨與巴黎兩項比賽的冠軍。
耶莲娜·德门蒂耶娃在澳網前的雪梨國際賽，闖入決賽以6-3, 6-2直落二盤擊敗世界第一莎蓮娜·威廉絲，奪得今年第一座冠軍。澳洲網球公開賽，德门蒂耶娃被看好為奪冠熱門之一，不過在第二輪遭遇復出網壇的前世界第一賈斯汀·海寧，被後者以7-5, 7-66接近的比數直落二盤所淘汰出局。在巴黎舉行的GDF蘇伊士公開賽，決賽以65-7, 6-1, 6-4激戰三盤逆轉擊敗捷克球員露絲·莎法洛法，奪得今年第二座冠軍，則馬來西亞女子公開賽決賽中，被年輕的同胞球員阿麗莎·克萊班諾娃以6-3, 6-2直落二盤打敗。法國網球公開賽，四強與17號種子的義大利球員弗蘭切斯卡·斯基亞沃內交手，在第一盤搶七落敗後，因左小腿受傷而宣布退賽，使後者最後在決賽完成奪得大滿貫的夢想。溫布頓網球錦標賽，因傷困擾而宣布不參加，終止連續46次參加大滿貫賽事。美國網球公開賽，第四輪與萨曼莎·斯托瑟交手，在決勝盤中錯失多記賽末點，結果遭到後者以6-3, 2-6, 7-62所淘汰，美網後的日本東京泛太平洋公開賽，決賽遭到未來的世界第一卡露蓮·禾絲妮雅琪以1-6, 6-2, 6-3所擊敗。
耶莲娜·德门蒂耶娃是生涯第10次入圍WTA巡回赛总决赛，並在2000年與2008年闖進四強。
10月9日，由於維納斯·威廉絲退出年終錦標賽，耶莲娜·德门蒂耶娃獲得WTA年終賽的參賽資格。

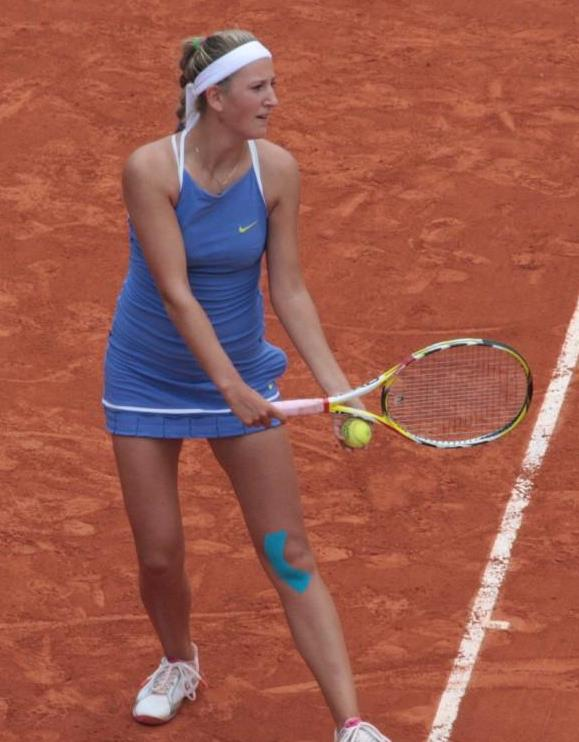
维多利亚·阿扎伦卡在2010年奪得2座冠軍

维多利亚·阿扎伦卡在2010年賽季，奪得斯坦福與莫斯科二項比賽冠軍。
维多利亚·阿扎伦卡在年初有好表現，在澳網的雪梨國際賽打到四強被俄羅斯著名球員耶莲娜·德门蒂耶娃以6-3, 6-1直落二盤淘汰，澳洲網球公開賽，進入八強與世界第一兼上屆冠軍的莎蓮娜·威廉絲交手，第一盤先以6-4取勝，第二盤4-0兩破對手發球局，她看似勝卷在握，不過這時莎蓮娜·威廉絲的狀態大幅提昇，接下來自己卻被連破二發球局被對方連下五局，而在盤末搶七局落敗，這時的氣勢此消彼長，進入決勝盤後，最後被兩破發球局，而以4-6, 7-64, 6-2遭到逆轉止步於八強。在中東的杜拜網球錦標賽，則闖進決賽被前世界第一維納斯·威廉絲以6-3, 7-5直落二盤淘汰。在之後阿扎伦卡由於受傷，則在溫布頓前的熱身賽AEGON國際賽回歸，在決賽遭到俄羅斯球員葉卡捷琳娜·馬卡洛娃以7-66, 6-4直落兩盤擊敗奪得亞軍。儘管在草地熱身賽狀況不錯，卻在溫布頓網球錦標賽第三輪被捷克球員佩特拉·克維托娃以7-5, 6-0遭到淘汰出局。她在北美硬地有不錯的表現，在西方精英銀行賽中，在四強以6-2, 6-3直落二盤大勝今年法網亞軍萨曼莎·斯托瑟，與在決賽以6-4, 6-1直落二盤擊敗前世界第一瑪麗亞·莎拉波娃，奪得今年第一座冠軍，也在羅傑斯盃進入四強，對上今年溫布頓亞軍薇拉·兹沃纳列娃打完一盤對手7-66得勝後，第二盤打完一局後便宣布棄賽，儘管在美網前的熱身賽表現不錯，在美網系列賽的排名在第三位，卻在美國網球公開賽出現反差的情況，令人感到意外的是，由於當時第二輪比賽進行時天氣非常嚴熱，阿扎伦卡產生中暑的情況而宣布退賽，在日本東京泛太平洋公開賽進入四強，在俄羅斯的莫斯科克林姆林宮盃進入八強，這兩站的積分使阿扎伦卡入圍WTA巡回赛总决赛，最後一位獲得參賽資格。最後在克林姆林宮盃奪得今年第二座冠軍。

### 雙打
| 雙打排名(2010年10月25日) | 雙打排名(2010年10月25日)            | 雙打排名(2010年10月25日) | 雙打排名(2010年10月25日) | 雙打排名(2010年10月25日) |
| 排名                     | 球員                                | 積分                     | 參加賽事                 | 晉級日                   |
| ------------------------ | ----------------------------------- | ------------------------ | ------------------------ | ------------------------ |
| 1                        | 姬絲拉·杜高 弗拉维娅·佩内塔         | 8,581                    | 16                       | 9月14日                  |
| 2                        | 克薇塔·佩斯克 卡塔琳娜·斯雷博特尼克 | 6,596                    | 17                       | 9月29日                  |
|                          | 莎蓮娜·威廉絲 維納斯·威廉絲         | 5,500                    | 4                        | 維納斯，左膝受傷         |
| 3                        | 麗莎·雷蒙德 雷内·斯塔布斯           | 5,104                    | 18                       | 10月7日                  |
| 4                        | 金久慈 雅羅斯拉娃·施韋多娃          | 4,978                    | 10                       | 10月7日                  |

姬絲拉·杜高與弗拉维娅·佩内塔這對組合在2010年賽季，在所有組合取得最多的5座冠軍，是表現最好的組合，共奪得邁阿密、保特捷大獎賽、羅馬、瑞典、加拿大5座冠軍。
姬絲拉·杜高與弗拉维娅·佩内塔這對組合，在邁阿密決賽，擊敗娜佳·彼得罗娃與萨曼莎·斯托瑟組合，奪得本賽季第一座冠軍。接著在紅土賽季連續取得二座冠軍，在斯圖加特決賽戰勝克薇塔·佩斯克與卡塔琳娜·斯雷博特尼克組合和羅馬決賽戰勝努里亞·利亞戈斯特拉·維維斯與玛丽亚·何塞·马丁内斯·桑切斯組合。在瑞典公開賽擊敗雷娜塔·沃拉科娃與巴博拉·扎赫拉沃娃-斯特里科娃組合和在羅傑斯盃決賽第二度擊敗克薇塔·佩斯克與卡塔琳娜·斯雷博特尼克組合。另外在二項比賽奪得亞軍，馬德里決賽不敵威廉絲姊，中國公開賽敗給莊佳容和奧爾加·葛沃索娃組合。在大滿貫表現方面，溫布頓進入四強、澳網、法網、美網進入八強。杜高也與與羅馬尼亞球員艾迪娜·加洛維斯合作在哥倫比亞波哥大決賽另外拿到另一座冠軍。
9月14日姬絲拉·杜高與弗拉维娅·佩内塔，是首對入圍WTA巡回赛总决赛的組合。
克薇塔·佩斯克與卡塔琳娜·斯雷博特尼克這對組合在2010年賽季，奪得印第安威爾斯、纽黑文美國兩站冠軍。
克薇塔·佩斯克與卡塔琳娜·斯雷博特尼克這對組合，印第安威爾斯決賽打敗娜佳·彼得罗娃與萨曼莎·斯托瑟俄澳組合。在纽黑文決賽擊敗比丹妮·瑪蒂克-桑茲與梅根·蕭內西美國組合。另外在四項比賽獲得亞軍，杜拜、伊斯特本、蒙特婁、奧地利。在大滿貫表現方面，在法網闖進決賽不敵威廉絲姊妹，溫布頓進入八強、美網只打進第三輪。另外佩斯克與台灣球員莊佳容合作，在荷巴特奪得冠軍。
10月7日姬絲拉·杜高與弗拉维娅·佩内塔，由於威廉絲姊妹的退出，是第二對入圍WTA巡回赛总决赛的組合。
莎蓮娜·威廉絲與維納斯·威廉絲這對組合在2010年賽季，拿下澳網、法網、馬德里三座冠軍與完成跨年大滿貫。
澳洲公開賽，決賽擊敗頭號種子卡拉·布莱克與莉泽尔·许贝尔，另外在紅土賽季的馬德里也奪下冠軍，決賽擊敗姬絲拉·杜高與弗拉维娅·佩内塔組合，在法國公開賽，決賽擊敗克薇塔·佩斯克與卡塔琳娜·斯雷博特尼克組合，憑籍連續奪取四大滿貫與四項女子皇冠明珠賽之一後，她們首度登上世界第一。在今年溫布頓錦標賽八強，被葉連娜·韋斯寧娜與薇拉·兹沃纳列娃組合以3-6, 6-3, 6-4逆轉淘汰出局後，終止大滿貫27場連續勝利，維納斯由於腳受傷，她們因此退出所有賽事。
麗莎·雷蒙德與雷内·斯塔布斯這對組合在2010年賽季，只奪得伊斯特本冠軍。
麗莎·雷蒙德與雷内·斯塔布斯，伊斯特本決賽擊敗克薇塔·佩斯克與卡塔琳娜·斯雷博特尼克。聖地牙哥與辛辛那提打進決賽奪得亞軍。這對組合在澳網打進四強，溫布頓與美網打進八強，法網只打進第三輪。另外雷蒙德與卡拉·布莱克合作在伯明翰，決賽擊敗在比賽進行中宣佈退賽的莉梅根·蕭內西與泽尔·许贝尔美國組合。
10月7日，姬絲拉·杜高與弗拉维娅·佩内塔這對組合，由於威廉絲姊妹的退出，是與姬絲拉·杜高與弗拉维娅·佩内塔這對組合一起成為第二對入圍WTA巡回赛总决赛的組合。
金久慈與雅羅斯拉娃·施韋多娃這對組合在2010年賽季，取得溫布頓與美網兩座冠軍。
金久慈與雅羅斯拉娃·施韋多娃在草地賽季開始合作，斯海尔托亨博斯敗給阿拉·庫翠雅芙絲娃與阿纳斯塔西娅·罗季奥诺娃俄澳組合。在溫布頓網球錦標賽，決賽以7-6, 6-2直落二盤擊敗葉連娜·韋斯寧娜與薇拉·兹沃纳列娃，奪得首座溫網冠軍與首座大滿貫錦標，在美國公開賽，也闖入決賽，以2-6, 6-4, 7-6擊敗娜佳·彼得罗娃與泽尔·许贝尔，奪得首座美網冠軍與第二座大滿貫錦標。
金久慈還有與不同搭擋，另外拿下兩座冠軍，在美國孟菲斯與荷蘭球員米雪拉·克拉查克合作奪得冠軍，在法國斯特拉斯堡與阿丽泽·科奈合作拿下，另外金久慈也在蒙特雷與查爾斯頓，她與不同搭擋哈作闖入決賽獲得亞軍。

## 分組
2010年這屆的年終錦標賽入圍三位前世界第一，兩位大滿貫冠軍，七位闖進大滿貫決賽。兩位在錦標賽中首次亮相。從2009年的年終錦標賽，將入圍者分為兩組，代表卡達國旗的顏色。栗組由現在世界第一卡露蓮·禾絲妮雅琪、世界第四弗蘭切斯卡·斯基亞沃內、世界第五萨曼莎·斯托瑟、世界第七耶莲娜·德门蒂耶娃所組成；白組由世界第二薇拉·兹沃纳列娃、世界第三金·克萊斯特爾斯、世界第五耶萊娜·揚科維奇、世界第八维多利亚·阿扎伦卡所組成，另外還有李娜和莎哈爾·皮爾為候補。
雙打則由四強開始進行毋須分組。

## 球員對陣
下表是此球員間對陣的結果
|   |                       | 禾絲妮雅琪 | 兹沃纳列娃 | 克萊斯特爾斯 | 斯基亞沃內 | 斯托瑟 | 揚科維奇 | 德门蒂耶娃 | 阿扎伦卡 | 總計  |
| 1 | 卡露蓮·禾絲妮雅琪     |            | 3–3        | 0–1          | 1–2        | 2–2    | 0–4      | 4–3        | 3–2      | 13–17 |
| 2 | 薇拉·兹沃纳列娃       | 3–3        |            | 2–6          | 10–0       | 2–5    | 6–6      | 2–5        | 5–2      | 30–27 |
| 3 | 金·克萊斯特爾斯       | 1–0        | 6–2        |              | 11–0       | 3–0    | 6–1      | 11–3       | 2–1      | 40–7  |
| 4 | 弗蘭切斯卡·斯基亞沃內 | 2–1        | 0–10       | 0–11         |            | 2–4    | 1–3      | 5–7        | 1–2      | 11–38 |
| 5 | 萨曼莎·斯托瑟         | 2–2        | 5–2        | 0–3          | 4–2        |        | 2–3      | 2–4        | 0–4      | 15–20 |
| 6 | 耶萊娜·揚科維奇       | 4–0        | 6–6        | 1–6          | 3–1        | 3–2    |          | 7–3        | 3–2      | 27–20 |
| 7 | 耶莲娜·德门蒂耶娃     | 3–4        | 5–2        | 3–11         | 7–5        | 4–2    | 3–7      |            | 3–1      | 28–32 |
| 8 | 维多利亚·阿扎伦卡     | 2–3        | 2–5        | 1–2          | 2–1        | 4–0    | 2–3      | 1–3        |          | 14–17 |

## 循環賽

### 第一天
| 地點：多哈哈里发国际网球中心 | 地點：多哈哈里发国际网球中心 | 地點：多哈哈里发国际网球中心 | 地點：多哈哈里发国际网球中心 |
| 小組                         | 勝方                         | 負方                         | 比分                         |
| ---------------------------- | ---------------------------- | ---------------------------- | ---------------------------- |
| 白組                         | 薇拉·兹沃纳列娃 [2]          | 耶萊娜·揚科維奇 [6]          | 6–3, 6–0                     |
| 栗組                         | 卡露蓮·禾絲妮雅琪 [1]        | 耶莲娜·德门蒂耶娃 [7]        | 6–1, 6–1                     |
| 栗組                         | 萨曼莎·斯托瑟 [5]            | 弗蘭切斯卡·斯基亞沃內 [4]    | 6–4, 6–4                     |
| 第1場比賽從5:00 PM開始       |                              |                              |                              |

### 第二天
| 地點：多哈哈里发国际网球中心 | 地點：多哈哈里发国际网球中心 | 地點：多哈哈里发国际网球中心 | 地點：多哈哈里发国际网球中心 |
| 小組                         | 勝方                         | 負方                         | 比分                         |
| ---------------------------- | ---------------------------- | ---------------------------- | ---------------------------- |
| 白組                         | 薇拉·兹沃纳列娃 [2]          | 维多利亚·阿扎伦卡 [8]        | 7–6(4), 6–4                  |
| 白組                         | 金·克萊斯特爾斯 [3]          | 耶萊娜·揚科維奇 [6]          | 6–2, 6–3                     |
| 栗組                         | 萨曼莎·斯托瑟 [5]            | 卡露蓮·禾絲妮雅琪 [1]        | 6–4, 6–3                     |
| 第1場比賽從5:00 PM開始       |                              |                              |                              |

### 第三天
| 地點：多哈哈里发国际网球中心 | 地點：多哈哈里发国际网球中心 | 地點：多哈哈里发国际网球中心 | 地點：多哈哈里发国际网球中心 |
| 小組                         | 勝方                         | 負方                         | 比分                         |
| ---------------------------- | ---------------------------- | ---------------------------- | ---------------------------- |
| 栗組                         | 耶莲娜·德门蒂耶娃 [7]        | 萨曼莎·斯托瑟 [5]            | 4–6, 6–4, 7–6(4)             |
| 栗組                         | 卡露蓮·禾絲妮雅琪 [1]        | 弗蘭切斯卡·斯基亞沃內 [4]    | 3–6, 6–1, 6–1                |
| 白組                         | 金·克萊斯特爾斯 [3]          | 维多利亚·阿扎伦卡 [8]        | 6–4, 5–7, 6–1                |
| 第1場比賽從5:00 PM開始       |                              |                              |                              |

### 第四天
| 地點：多哈哈里发国际网球中心 | 地點：多哈哈里发国际网球中心 | 地點：多哈哈里发国际网球中心 | 地點：多哈哈里发国际网球中心 |
| 小組                         | 勝方                         | 負方                         | 比分                         |
| ---------------------------- | ---------------------------- | ---------------------------- | ---------------------------- |
| 栗組                         | 弗蘭切斯卡·斯基亞沃內 [4]    | 耶莲娜·德门蒂耶娃 [7]        | 6–4, 6–2                     |
| 白組                         | 薇拉·兹沃纳列娃 [2]          | 金·克萊斯特爾斯 [3]          | 6–4, 7–5                     |
| 白組                         | 维多利亚·阿扎伦卡 [8]        | 耶萊娜·揚科維奇 [6]          | 6–4, 6–1                     |
| 第1場比賽從5:00 PM開始       |                              |                              |                              |

## 四強

### 第五天
| 地點：多哈哈里发国际网球中心                           | 地點：多哈哈里发国际网球中心                | 地點：多哈哈里发国际网球中心       | 地點：多哈哈里发国际网球中心 |
| 小組                                                   | 勝方                                        | 負方                               | 比分                         |
| ------------------------------------------------------ | ------------------------------------------- | ---------------------------------- | ---------------------------- |
| 雙打 - 四強                                            | 克薇塔·佩斯克 [2] 卡塔琳娜·斯雷博特尼克 [2] | 麗莎·雷蒙德 [3] 雷内·斯塔布斯 [3]  | 7–6(6), 6–3                  |
| 單打 - 四強 1                                          | 金·克萊斯特爾斯 [3]                         | 萨曼莎·斯托瑟 [5]                  | 7–6(3), 6–1                  |
| 單打 - 四強                                            | 卡露蓮·禾絲妮雅琪 [1]                       | 薇拉·兹沃纳列娃 [2]                | 7–5, 6–0                     |
| 雙打 - 四強 2                                          | 姬絲拉·杜高 [1] 弗拉维娅·佩内塔 [1]         | 金久慈 [4] 雅羅斯拉娃·施韋多娃 [4] | 6–4, 6–4                     |
| 第1場比賽從3:00 PM開始 1 不早於5:30 PM 2 不早於8:30 PM |                                             |                                    |                              |

## 決賽

### 第六天
| 地點：多哈哈里发国际网球中心           | 地點：多哈哈里发国际网球中心        | 地點：多哈哈里发国际网球中心                | 地點：多哈哈里发国际网球中心 |
| 小組                                   | 勝方                                | 負方                                        | 比分                         |
| -------------------------------------- | ----------------------------------- | ------------------------------------------- | ---------------------------- |
| 單打 - 決賽                            | 金·克萊斯特爾斯 [3]                 | 卡露蓮·禾絲妮雅琪 [1]                       | 6–3, 5–7, 6–3                |
| 雙打 - 決賽 1                          | 姬絲拉·杜高 [1] 弗拉维娅·佩内塔 [1] | 克薇塔·佩斯克 [2] 卡塔琳娜·斯雷博特尼克 [2] | 7–5, 6–4                     |
| 第1場比賽從6:00 PM開始 1 不早於8:00 PM |                                     |                                             |                              |

## 獎金
2010年WTA巡迴賽總決賽的總獎金為450萬美元。
|              | 單打      | 雙打1    | 積分 3 |
| ------------ | --------- | -------- | ------ |
| 冠軍         | +$770,000 | $375,000 | +450   |
| 亞軍         | +$380,000 | $187,500 | +360   |
| 分組賽 (3勝) | $400,000  | $93,7502 | 690    |
| 分組賽 (2勝) | $300,000  | –        | 530    |
| 分組賽 (1勝) | $200,000  | –        | 370    |
| 分組賽 (0勝) | $100,000  | –        | 210    |
| 候補         | $50,000   | –        |        |

- 1 雙打獎金對分
- 2 雙打四強獎金
- 3 參加每場小組巡迴賽比賽可獲得70積分，若在小組巡迴賽取得一場勝利可獲得210積分。

## 冠軍

### 單打
金·克萊斯特爾斯 擊敗  卡露蓮·禾絲妮雅琪, 6–3, 5–7, 6–3
- 這是克萊斯特爾斯今年第5座冠軍與生涯第40座冠軍，也是繼2002年、2003年後，第3座WTA年終賽冠軍。

### 雙打
姬絲拉·杜高 /  弗拉维娅·佩内塔 擊敗  克薇塔·佩斯克 /  卡塔琳娜·斯雷博特尼克, 7–5, 6–4

## 外部連結
- 官方網站